# Баффи (комиксы)
Серия комиксов «Баффи - истребительница вампиров» и «Ангел» основаны на одноименных сериалах, созданных Джоссом Уэдоном. Большинство выпусков вышло в свет во время трансляции эпизодов шоу, и многие второстепенные герои были придуманы специально для графических романов. Самыми примечательными стали сюжеты серий Истории Вампиров и Хроники Истребительниц.  
Не все из историй считаются каноничными для вселенной сериала, хотя над комиксами в своё время поработали создатель Джосс Уэдон и большинство писателей из команды сценаристов шоу. Все сюжеты были одобрены Уэдоном и студией Fox и позже опубликованы как официальные книги торговой марки Баффи - истребительница вампиров.

## Баффи - истребительница вампиров

### СерияDark Horse
Первые комиксы издавались Dark Horse Comics, а позже были переизданы в нескольких томах в твёрдой обложке. Комиксы выпускались ежемесячно. Выпуск начался с сентября 1998 года и закончился в октябре 2003 года. Всего было выпущено 63 выпуска. Некоторые истории не были включены в эти тома, например, Джайлз (Giles), Джонатан (Jonathan) и Воссоединение (Reunion).
| - Wu-tang Fang (#1) - Halloween (#2) - Cold Turkey (#3) - White Christmas (#4) - Happy New Year (#5) - New Kid On The Block (#6-7) - The Final Cut (#8) - Hey, Good Looking (#9-10) - A Boy Named Sue (#11) - A Nice Girl Like You (#12) - Love Sick Blues (#13-14) - Lost Highway (#15) - The Food Chain (#16) - She's No Lady (#17-18) - Old Friend (#19) - Double Cross (#20) - The Blood of Carthage (#21-25) - The Heart of a Slayer (#26-27) - Cemetery of Lost Love (#28) | - Past Lives (#29-30) - Lost & Found (#31) - Invasion (#32) - Hive Mentality (#33) - Out Of The Fire, Into The Hive (#34) - Remember: - The Beginning (#35) - The Lies (#36) - The Truth (#37) - The End (#38) - Night of a Thousand Vampires (#39) - Ugly Little Monsters (#40) - Ugly Little Monsters (#41-42) - The Death Of Buffy (#43-45) - Withdrawal (#46) - Note From The Underground (#47-50) - Viva Las Buffy! (#51-52) - Viva Las Buffy! (#53-54) - Hoopy, The Bear (#55) - Slayer Interrupted (#56-59) - A Stake To The Heart (#60-63) |

#### На русском языке
В России издательством Комикс были опубликованы первые 15 выпусков оригинальной серии:
1. Гость из Китая (декабрь 2001). Ксандера задевает факт, что его всё время спасает Баффи, а его бьют не только вампиры, но и школьные хулиганы. Юноша начинает заниматься карате, а в Саннидэйле, тем временем, появляется таинственный демон из Китая, ищущий достойного воина для битвы.

- День Всех Святых (Хэллоуин) (январь 2002). В День Всех Святых, группа вампиров похищает Уиллоу и прячет её в заброшенном доме. Баффи спешит на помощь!
- Холодная индейка (февраль 2002). Баффи отправляется в супермаркет, готовясь к Дню Благодарения, а Джайлз подозревает, что один из вампиров, похитивших Уиллоу, выжил и теперь жаждет мести.
- Ледяные чудовища (март 2002). Баффи ищет работу, а тёплый калифорнийский городок наводнили ледяные монстры. Свидание Ангела и Баффи на грани срыва!
- Не дразните собак! (апрель 2002). Между Уиллоу и Баффи происходит ссора из-за последнего превращения Оза в вампира! А Адский пёс рыщет по городу в поисках таинственной книги.
- Мужчинам вход воспрещен! Часть 1 (май 2002). Баффи, Уиллоу и Корди решают устроить девичник и пригласить других девчонок. Тихий вечер на кладбище вновь оборачивается битвой — плечом к плечу с любимым! Ксандер решает наведаться к подругам, а разносчик пиццы оказывается вампиром, который привёл своих друзей на ужин!
- Мужчинам вход воспрещен! Часть 2 (июнь 2002). Незваные гости на девичнике причиняют много неудобств Истребительнице. А одна из девушек, Синтия, явно что-то скрывает…
- Последний кадр (июль 2002). Странный юноша находит проклятую кино-плёнку, и Дракула предлагает ему сделку: ужин из Баффи и её друзей в обмен на славу и богатство!
- Красота требует жертв. Часть 1 (август 2002). Мать Баффи хочет сделать пластическую операцию, а у доктора Флиттера появляется зловещая пациентка, предлагающая ему бессмертие в обмен на…
- Красота требует жертв. Часть 2 (сентябрь 2002). Баффи предлагают карьеру модели, а жаждущая мести вампирша набирает сторонников!
- Парнишка по имени Сью (октябрь 2002). Месть фанатки группы и возвращение Силк! Летние каникулы обещают быть жаркими!
- Хорошая девчонка (ноябрь 2002). У Баффи появляется новая подруга по имени Сэнди! Только вот что за странные поклонники окружают девушку? И что за оккультные церемонии проходят в доме на окраине города?
- Печальная мелодия любви. Часть 1 (декабрь 2002). Силк выходит в свет, привлекая внимание парней в клубе Бронза, а Корделия готовится к олимпиаде!
- Печальная мелодия любви. Часть 2 (январь 2003). Спайк и Дрю возвращаются в Саннидэйл! Баффи тревожат мысли об Ангеле, а доктор Флиттер и Силк воплощают в жизнь свой коварный план мести!
- Шоссе в никуда (февраль 2003). Баффи пытается сдать на права, а у Истребительницы появляется двойник!

### Мини-серии
- Angel: The Hollower (#1-3)
- Haunted (#1-4)
- Oz (#1-3)
- Spike & Dru (#1-3)
- The Origin (#1-3)
- Willow & Tara: Wilderness (#1-2)

### Специальные выпуски
- Annual 1999
- Chaos Bleeds
- Giles
- Jonathan
- Reunion
- Lost & Found
- Lover's Walk
- Ring Of Fire
- The Dust Waltz
- Wizard ½ - Angel: City Of Despair
- Wizard ½ - Stinger
- Willow & Tara: Wannablessedbe

## Ангел
Серия комиксов «Ангел» основана на одноименном сериале. Большинство выпусков вышло в свет во время трансляции эпизодов шоу, и многие второстепенные герои были придуманы специально для графических романов. 

### Dark Horse Comics
Первой мини-серией, в которой Ангел стал главным героем, было ответвление от серии комиксов про Баффи под названием Angel: The Hollower, вышедшая в 1999 году. 
С 2000 по 2001 год выходила серия Angel из 17 выпусков, названная именем главного героя:
- Surrogates (#1–3)
- The Changeling Wife (#4)
- Earthly Possessions (#5–7)
- Hunting Ground (#8–9)
- Strange Bedfellows (#10–11)
- Autumnal (#12–14)
- Past Lives (#15–16)
- Cordelia Special (#17)

Затем в 2002 году последовала мини-серия Angel: Long Night's Journey. Кроме того, издательство в своём официальном журнале Dark Horse Presents выделило несколько страничек в 2000 году в номерах с #153 по 155. А журнал TV Guide Ultimate Cable под эгидой "Чёрной лошадки" выпустилро 3-страничный комикс про героя под названием Point Of Order.

### IDW Publishing

#### Мини-серии
- Ангел: Проклятье / Angel: The Curse #1–5 (июнь 2005 – октябрь 2005)
- Ангел: Старые друзья / Angel: Old Friends #1–5 (ноябрь 2005 – март 2006)
- Ангел: Счастливого Нового года / Angel: Auld Lang Syne #1–5 (ноябрь 2006 – март 2007)
- Ангел: Время улыбаться / Angel: Smile Time #1-3 (декабрь 2008 - апрель 2009)
- Ангел: Кровь и траншеи / Angel: Blood & Trenches #1–4 (сентябрь 2008 - июнь 2009)
- Ангел: Не исчезать / Angel: Not Fade Away #1-3 (май - июль 2009)
- Ангел: Всего лишь человек / Angel: Only Human #1-3 (август - октябрь 2009)
- Ангел: Дыра в мире /  Angel: A Hole In The World #1-5 (декабрь 2009 - апрель 2010)
- Ангел: Варварские берега / Angel: Barbary Coast #1-3 (апрель - июнь 2010)
- Падший ангел: Перерождение / Fallen Angel: Reborn #1-4 (июль - октябрь 2009)
- Иллирия: Призраки прошлого / Illyria: Haunted #1-4 (ноябрь 2010 - март 2011)

#### Специальные выпуски
- Ангел: Маски / Angel: Masks (октябрь 2006)
- Ангел встречает монстра Франкенштейна / Angel vs. Frankenstein (октябрь 2009)
- Ангел встречает монстра Франкенштейна. Часть 2 / Angel vs. Frankenstein II (октябрь 2010)
- Ангел: Лорн / Angel: Lorne (март 2010)
- Последний ангел в Аду / Last Angel In Hell
- Спайк: Старые добрые времена / Spike: Old Times (август 2005)
- Спайк: Раны прошлого / Spike: Old Wounds (январь 2006)
- Spike: Lost & Found (апрель 2006)

Ангел: В центре внимания... / (Angel: Spotlight)
- Иллирия / Illiria (апрель 2006)
- Ганн / Gunn (май 2006)
- Уэсли / Wesley (июнь 2006)
- Дойль / Doyle (июль 2006)
- Коннер / Conner (август 2006)

### Шестой сезон
В ноябре 2007 года после окончания телесериала, команда Джосса Уэдона решила рассказать историю до конца в виде комиксов, представляющих собой 6 сезон шоу под названием Angel: After The Fall (После падения), ежемесячный выпуск которого продолжается и по сей день.

## Спайк

### Мини-серии
- Спайк: Марионетки / Spike: Shadow Puppets #1–4 (июнь 2007 – октябрь 2007)
- Спайк против Дракулы / Spike vs. Dracula #1–5 (февраль 2006 – июнь 2006)
- Спайк: Психушка / Spike: Asylum #1–5 (сентябрь 2006 – январь 2007)
- Спайк: После падения / Spike: After The Fall #1-4 (июль - октябрь 2008)
- Спайк: Мой старый друг Сатана / Spike: The Devil You Know (июнь - сентябрь 2010)

## Критика
Комиксы серии Buffy the Vampire Slayer, по версии «The Atlantic», являются примерном феминистских комиксов.